# Galassia di Bode
La Galassia di Bode, (nota anche come M 81 o NGC 3031) è una galassia a spirale situata a circa 12 milioni di anni luce dalla Terra, nella costellazione boreale dell'Orsa Maggiore.

## Osservazione

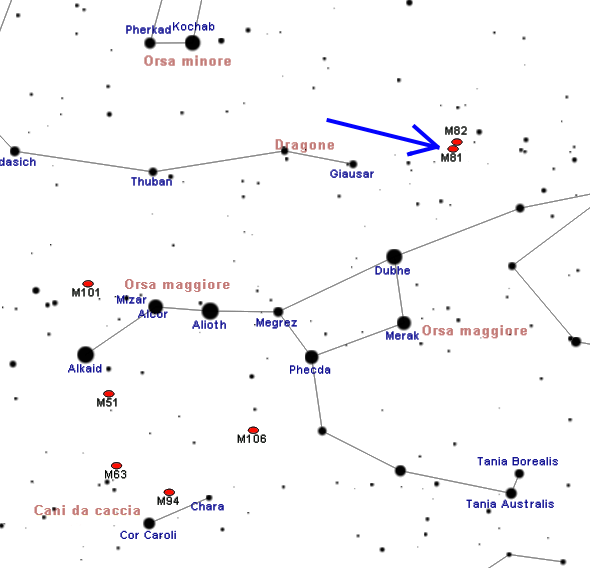
Mappa per individuare M81.

M81 è una galassia piuttosto brillante, grazie alla sua vicinanza, e se la notte è particolarmente adatta all'osservazione astronomica può essere individuata anche con un semplice binocolo; uno strumento come un telescopio rifrattore da 60-80 mm la mostra come una macchia chiara senza particolari estesa per alcuni primi e allungata in direzione NNW-SSE. Un telescopio più potente, sui 140-150 mm, consente di poter notare la struttura del nucleo, molto più brillante rispetto alle regioni periferiche, le quali sembrano sfumare gradualmente nel buio del fondo cielo; con strumenti da 250-300 mm si evidenziano pure le prime strutture della spirale, sotto forma di variazioni della luminosità dell'alone attorno al nucleo. Nelle foto a lunga posa o composite, il campo visivo di questa e della vicina M82 può mostrarsi pervaso da una serie di intricati filamenti nebulosi; questo sistema di gas e polveri oscure fa parte dell'Integrated Flux Nebulae, una nube di alta latitudine galattica appartenente alla Via Lattea.
La sua declinazione è molto settentrionale: infatti questa galassia si presenta circumpolare da gran parte dell'emisfero boreale, come tutta l'Europa e il Nordamerica, fin oltre il tropico del Cancro; dall'emisfero australe invece è possibile osservarla solo in prossimità dell'equatore. Il periodo migliore per la sua osservazione nel cielo serale è quello compreso fra gennaio e agosto.

## Storia delle osservazioni
La galassia fu osservata per la prima volta da Johann Elert Bode nel 1774, e in suo onore le fu poi assegnato il nome proprio; in seguito fu riosservata da Charles Messier, il quale la incluse nel suo catalogo nel 1781 descrivendola come una chiazza nebulosa leggermente ovale e più luminosa al centro. Nel 1914 Max Wolf ne rilevò la rotazione (fu la prima volta per una galassia a spirale) e ne stimò anche la velocità di rotazione, 300 km/s; nel 1993 fu scoperta al suo interno una supernova, chiamata SN 1993J.

## Caratteristiche

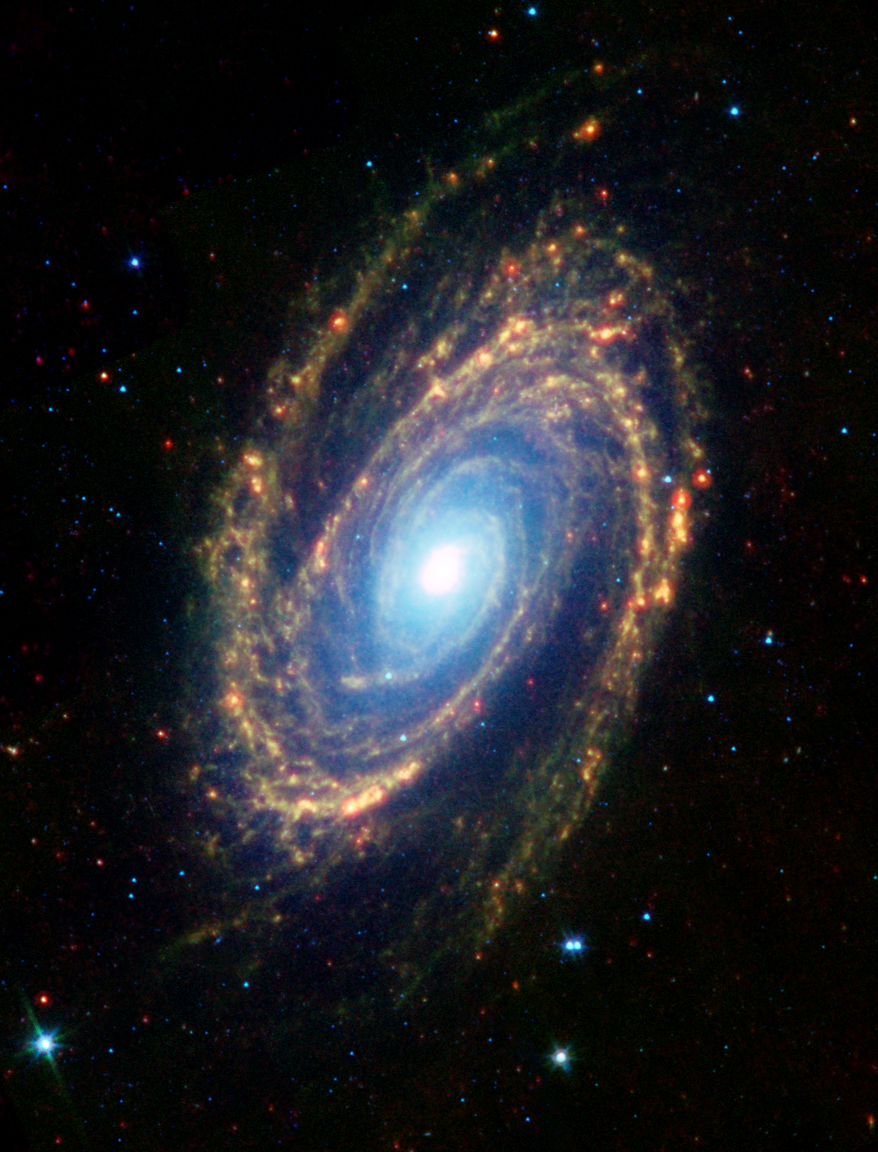
Immagine agli infrarossi di M81 presa dal Telescopio Spaziale Spitzer. Il colore blu rappresenta le emissioni di origine stellare a 3.6 μm. Il verde rappresenta le emissioni a 8 µm originate fondamentalmente dagli idrocarburi policiclici aromatici nel mezzo interstellare. Il rosso indica le emissioni a 24 µm della polvere riscaldata nel mezzo interstellare. Credit: NASA/JPL-Caltech/K. Gordon/S. Willner/N.A. Sharp.

Si stima che M81 contenga approssimativamente 250 miliardi di stelle, è quindi leggermente più piccola della nostra Via Lattea. Questa e la vicina galassia irregolare M82 sono i membri più importanti del gruppo di galassie di M81, di cui la stessa M81 è il membro principale; sembra che le due galassie si siano incontrate qualche milione di anni fa, causando la deformazione di M82. Tuttora le due galassie sono separate da appena 200 000 anni luce. La sua distanza è ben nota ed è stata stimata in 12 milioni di anni luce, grazie alla scoperta di un gran numero di variabili Cefeidi, molte delle quali ad opera del Telescopio Spaziale Hubble, e grazie alla rideterminazione delle distanze cosmiche operata dal satellite Hipparcos.

### Polveri interstellari
Gran parte dell'emissione agli infrarossi della galassia si origina dalla polvere interstellare. Questa polvere si trova principalmente nei bracci di spirale galattici e si è scoperto che si trovano in associazione con delle regioni di formazione stellare. Le giovani e brillanti stelle blu appena nate riscaldano le polveri oscure, che emettono così radiazione infrarossa.

### Supernova/e
In M81 è stata osservata una sola supernova; questa è stata catalogata come SN 1993J e fu osservata il 28 marzo 1993. All'epoca fu la seconda supernova più brillante mai osservata nel XX secolo, in termini assoluti. Le caratteristiche spettrali di questa supernova cambiarono nel corso del tempo: inizialmente mostrava le caratteristiche tipiche di una supernova di tipo II con forti linee spettrali dell'idrogeno; in seguito tuttavia queste linee diminuirono e apparvero quelle dell'elio, rendendo questa supernova molto più simile a quelle del tipo Ib. Inoltre le sue variazioni della luminosità nel corso del tempo non furono simili a quelle tipiche delle supernove di tipo II ma ricordavano quelle del tipo Ib. Così fu classificata come "Supernova di tipo IIb", una classe intermedia fra il tipo II e il tipo Ib. I risultati scientifici derivati dalla sua osservazione suggerirono che le supernove Ib e Ic si formano dall'esplosione di stelle giganti tramite processi simili a quelli che avvengono nelle supernove di classe II. La supernova fu utilizzata anche per determinare la distanza della galassia.
L'elenco delle nove apparse nella galassia è riportato nel sito del CBAT.

## Il gruppo di M81

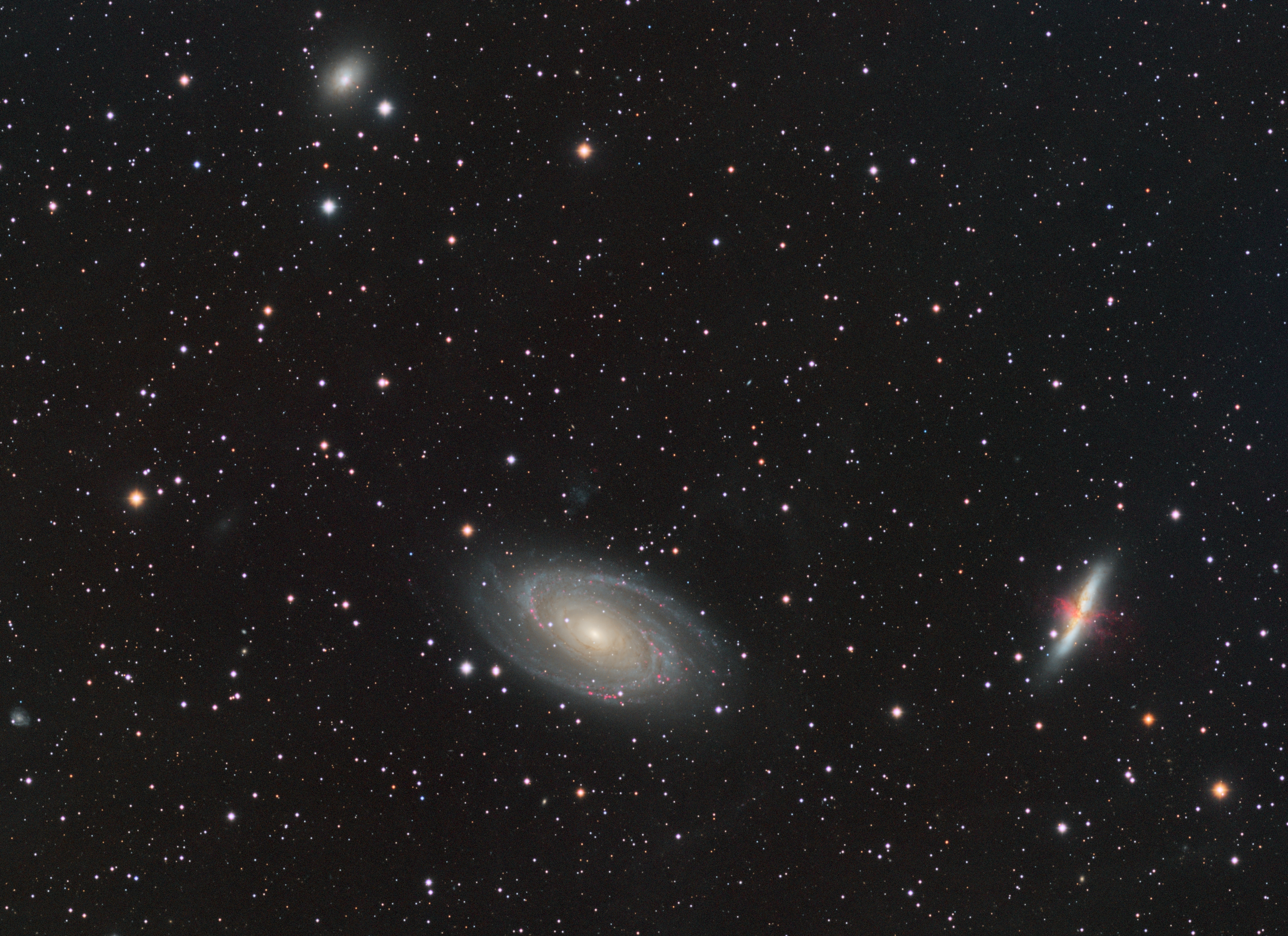
M81 (a sinistra) e M82 (a destra). M82 è una delle due galassie fortemente attratte da M81; l'altra, NGC 3077, è visibile in prossimità del bordo superiore dell'immagine.

M81 è la galassia più grande del Gruppo di M81, un gruppo che conta 34 galassie situate nella costellazione dell'Orsa Maggiore; la distanza media di questo gruppo è di circa 11,7 milioni di anni luce, pari a 3,6 milioni di parsec, rendendolo così uno dei gruppi di galassie più vicini al nostro Gruppo Locale.
M81 è in interazione con la vicina Galassia Sigaro (M82) e NGC 3077; questa interazione ha strappato via alle tre galassie una discreta quantità di gas idrogeno, che ora forma delle strutture a filamenti che collegano le tre galassie. Inoltre ha anche causato la caduta di parte di questo gas sulla Galassia Sigaro e su NGC 3077, causando una grande attività di formazione stellare nei centri di queste due galassie.

### Libri
- (EN) Stephen James O'Meara, Deep Sky Companions: The Messier Objects, Cambridge University Press, 1998, ISBN 0-521-55332-6.

### Carte celesti
- Toshimi Taki, Taki's 8.5 Magnitude Star Atlas, su geocities.jp, 2005. URL consultato il 7 novembre 2010 (archiviato dall'url originale il 5 novembre 2018). - Atlante celeste liberamente scaricabile in formato PDF.
- Tirion, Rappaport, Lovi, Uranometria 2000.0 - Volume I - The Northern Hemisphere to -6°, Richmond, Virginia, USA, Willmann-Bell, inc., 1987, ISBN 0-943396-14-X.
- Tirion, Sinnott, Sky Atlas 2000.0 - Second Edition, Cambridge, USA, Cambridge University Press, 1998, ISBN 0-933346-90-5.
- Tirion, The Cambridge Star Atlas 2000.0, 3ª ed., Cambridge, USA, Cambridge University Press, 2001, ISBN 0-521-80084-6.